# حاجیاوة
حاجیاوة (بالكردية: حاجیاوا)‏ هي ناحية من نواحي قضاء رانية في محافظة السليمانية، تقع المدينة في الجزء الشمالي الشرقي من اقليم كوردستان، العراق. أستحدثت بصفة إدارية «ناحية» في 21 يوليو 1999.

## الموقع
تقع في الجزء الشرقي من قضاء رانية، والشمال الغربي من محافظة السليمانية، تحدها من الشمال منطقتي رواندز وشقلاوة، ومن الجنوب والجنوب الشرقي نهر الزاب الصغير ودوكان، ومن الجزء الغربي والجنوب الغربي منطقة كوي سنجق.